# Hololepta australica
Hololepta australica är en skalbaggsart som beskrevs av Sylvain Auguste de Marseul 1853. Hololepta australica ingår i släktet Hololepta och familjen stumpbaggar. Inga underarter finns listade i Catalogue of Life.